# Trey Hendrickson
Trey Hendrickson (Orlando, Florida, 5 de diciembre de 1994) es un jugador profesional estadounidense de fútbol americano que se desempeña en la posición de defensive end en Cincinnati Bengals, equipo de la National Football League (NFL).

## Carrera
Fue seleccionado en la tercera ronda en la Reunión Anual de Selección de Jugadores de la NFL de 2017. Hizo su debut profesional con el equipo New Orleans Saints, en el cual jugó cuatro temporadas (2017-2021), luego pasó a Cincinnati Bengals, donde lleva jugando tres temporadas.